# Ilford
Ilford è un quartiere nel nord-est di Londra, ubicato a quasi 15 km da Charing Cross. Ilford è il centro amministrativo del borgo londinese di Redbridge e nel Piano di Londra, è riconosciuto come uno dei quattordici centri metropolitani (in inglese metropolitan centres) della città.
Ilford è un importante centro commerciale circondato esclusivamente da aree residenziali. Era storicamente un piccolo insediamento agricolo nella contea dell'Essex e la sua strategica posizione sul fiume Roding e lungo la strada che collega Londra con Colchester ha favorito lo sviluppo del paese.
Inoltre, l'arrivo della ferrovia nel 1839 ha accelerato ulteriormente questa crescita e, essendo parte della crescita suburbana di Londra nel XX secolo, Ilford ha visto la sua popolazione ed estensione espandersi, diventando un borgo municipale nel 1926 (successivamente aggregato a borghi municipali attigui per formare il borgo londinese attuale).

## Geografia fisica
Ilford si trova nella parte meridionale del borgo di Redbridge.
A ovest è diviso dal fiume Roding e dalla North Circular Road da Little Ilford, nel borgo di Newham.
I quartieri confinanti a nord (Gants Hill e Cranbrook), a ovest (Seven Kings) e a sud (Loxford) fanno anch'essi parte del borgo di Redbridge.

### Clima
La stazione meteorologica più vicina a Ilford è quella di Greenwich, a quasi 10 km a sud-ovest della stazione del quartiere.
| Greenwich           | Mesi | Mesi | Mesi | Mesi | Mesi | Mesi | Mesi | Mesi | Mesi | Mesi | Mesi | Mesi | Stagioni | Stagioni | Stagioni | Stagioni | Anno  |
| Greenwich           | Gen  | Feb  | Mar  | Apr  | Mag  | Giu  | Lug  | Ago  | Set  | Ott  | Nov  | Dic  | Inv      | Pri      | Est      | Aut      | Anno  |
| ------------------- | ---- | ---- | ---- | ---- | ---- | ---- | ---- | ---- | ---- | ---- | ---- | ---- | -------- | -------- | -------- | -------- | ----- |
| T. max. media (°C)  | 8,3  | 8,5  | 11,4 | 14,2 | 17,7 | 20,7 | 23,2 | 22,9 | 20,9 | 15,6 | 11,4 | 8,6  | 8,5      | 14,4     | 22,3     | 16,0     | 15,3  |
| T. min. media (°C)  | 2,6  | 2,4  | 4,1  | 5,4  | 8,4  | 13,2 | 14,2 | 14,0 | 11,2 | 8,3  | 5,1  | 2,8  | 2,6      | 6,0      | 13,8     | 8,2      | 7,6   |
| Precipitazioni (mm) | 51,6 | 38,2 | 40,5 | 45,0 | 46,5 | 47,3 | 41,1 | 51,6 | 50,4 | 68,8 | 58,0 | 53,0 | 142,8    | 132,0    | 140,0    | 177,2    | 592,0 |

## Origine del nome
Storicamente Ilford era conosciuto come Great Ilford per differenziarlo dalla vicina Little Ilford, nel borgo di Newham.
Già nel Domesday Book del 1086, il nome di Ilford era registrato come Ilefort, che significa "guado sull'Hyle". Hyle è l'antico nome del fiume Roding, che significava "torrente che gocciola". Little Ilford condivide l'origine del nome con Ilford.

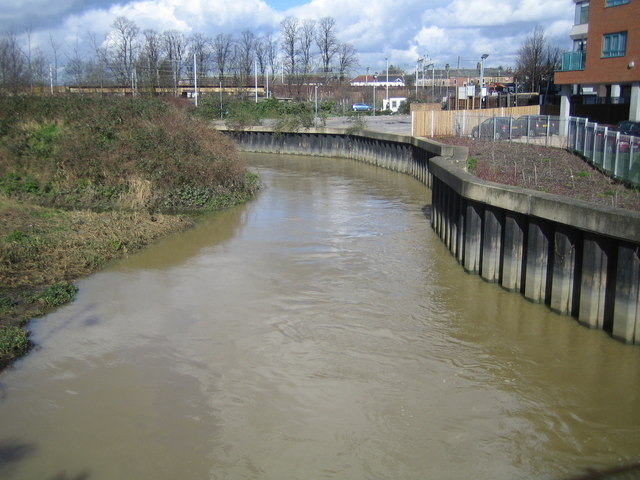
Il fiume Roding nei pressi di Ilford

## Storia
A Ilford, nel 1860, è stato rinvenuto l'unico intero teschio di un mammut in Inghilterra. Il teschio era sotterrato dove adesso sorge il negozio Boots lungo la High Road del quartiere.
Il teschio ora è esposto nel Museo di storia naturale di Londra. Nel museo locale, il Redbridge Museum invece sono esposti altri resti di altri animali preistorici.
Lo sviluppo urbano ha distrutto possibili testimonianze di accampamenti preistorici. Tuttavia , rimangono alcune tracce di un accampamento umano risalente all'età del ferro (I e II secolo a.C.).
Queste tracce si trovano negli scavi conosciuti come Uphall Camp, che si trovano tra la Ilford Lane e il fiume Roding.
Sono state ritrovate anche delle tracce della presenza romana in Britannia: nelle vicinanze del Uphall Camp, infatti, un tumulo romano, chiamato Lavender Mount è esistito fino agli anni 60, quando fu rimosso durante la costruzione dei capannoni del "Howards chemical works".
Nel medioevo, il territorio di Ilford ricadeva nel vasto feudo di proprietà dell'abbazia di Barking, di cui facevano parte anche Barking e Dagenham. Tale feudo viene menzionato per la prima volta in un documento del 735.
Alla fine del XII secolo, il vasto feudo monastico di Barking era coperto da due antiche parrocchie, Barking (che includeva Ilford) e Dagenham.
Anche se Ilford si trova sull'importante strada che collega Londra con Colchester, probabilmente già dall'epoca dell'occupazione romana, e il fiume Roding è stato reso navigabile per barconi e chiatte fino dal 1737, il quartiere rimane largamente rurale fino al XIX secolo.
Durante quel secolo, alcune piccole industrie come alcune fabbriche di laterizi, cementifici e depositi di carbone, sono stati aperti per servire i nuovi edifici nei pressi del fiume.
Nel 1839, la zona viene raggiunta dalla ferrovia che univa Romford a Mile End. A Ilford viene aperta una stazione.
Con l'arrivo della ferrovia, le industrie più vecchie hanno ceduto il passo a nuove grandi industrie, come la fabbrica produttrice dell'eponima pellicola fotografica, o servizi, come le lavanderie a vapore, nati per soddisfare le esigenze della nuova classe di pendolari nata con la costruzione della ferrovia.

## Monumenti e luoghi d'interesse

### Architetture religiose

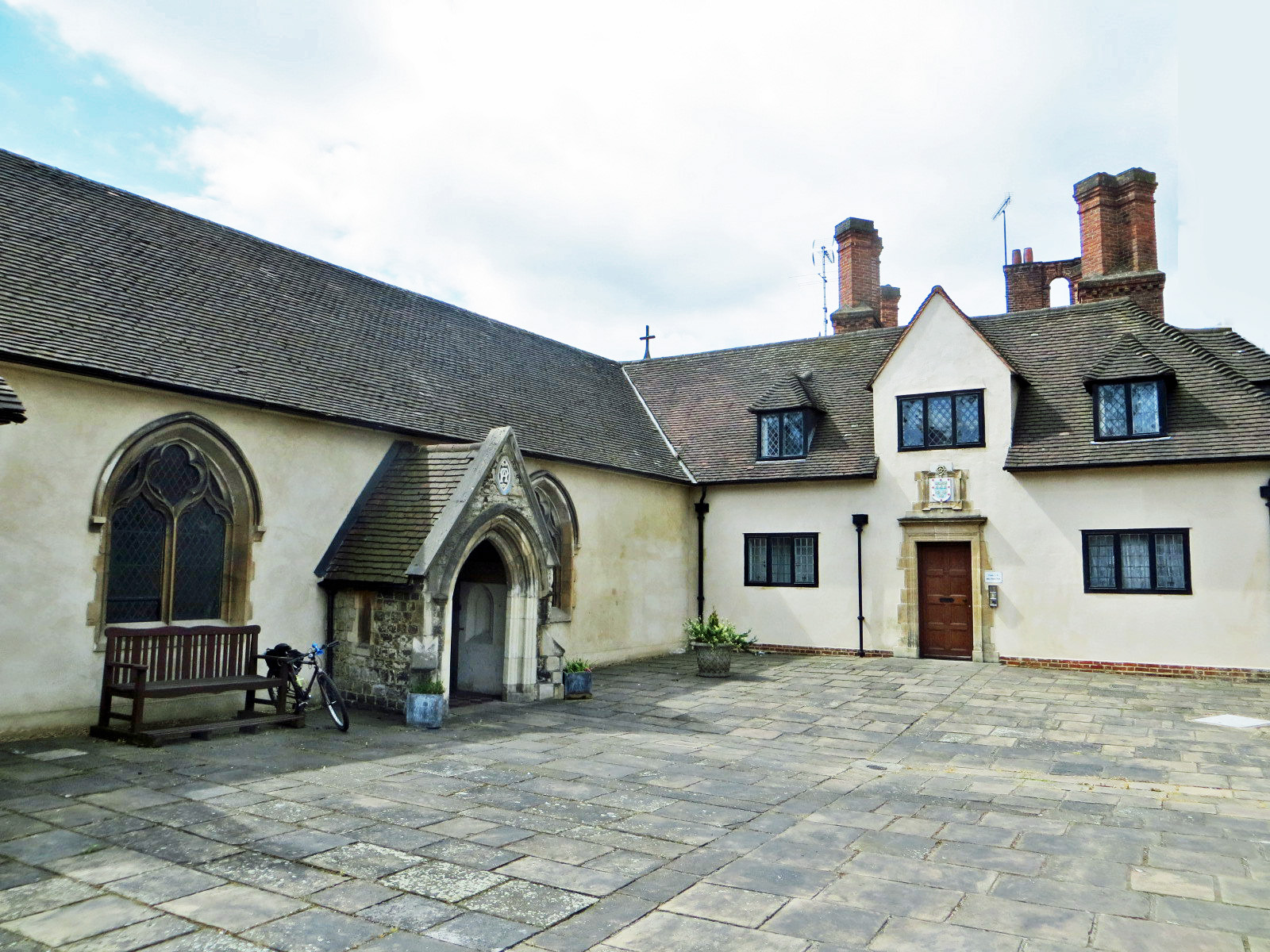
Cappella dell'ospedale di Ilford

Cappella dell'ospedale di Santa Maria Vergine e San Tommaso di Canterbury
La cappella dell'ospedale di Santa Maria Vergine e San Tommaso di Canterbury (in inglese Hospital Chapel of St Mary the Virgin and St Thomas of Canterbury), nota anche come cappella dell'ospedale di Ilford (Ilford Hospital Chapel), si trova su Ilford Hill ed è l'edificio più antico del borgo di Redbridge, risalente circa al 1140.
Fondata dall'abbadessa Adelicia del monastero benedettino di Barking come ospizio caritatevole, fu dotata di ampie proprietà e gestita da un priore, un maestro e due cappellani. Nel 1173, sotto l'abbadessa Mary Becket, sorella di Tommaso Becket, la cappella fu ampliata e intitolata anche a lui.
Dopo la dissoluzione dell'abbazia nel 1539, l'ospedale sopravvisse grazie alla sua funzione di luogo di culto pubblico e passò sotto il controllo della Corona. Nel 1572 fu concesso a Thomas Fanshawe, con l'obbligo di mantenerne la funzione caritatevole.
Dopo vari passaggi di proprietà, nel 1982 il Robert Gascoyne-Cecil, VI marchese di Salisbury, trasferì la fondazione alla Diocesi di Chelmsford, che istituì la Abbess Adelicia Charity per amministrarla.
Dal 1954, l'edificio è un monumento classificato di grado II*.
Chiesa anglicana di Santa Maria

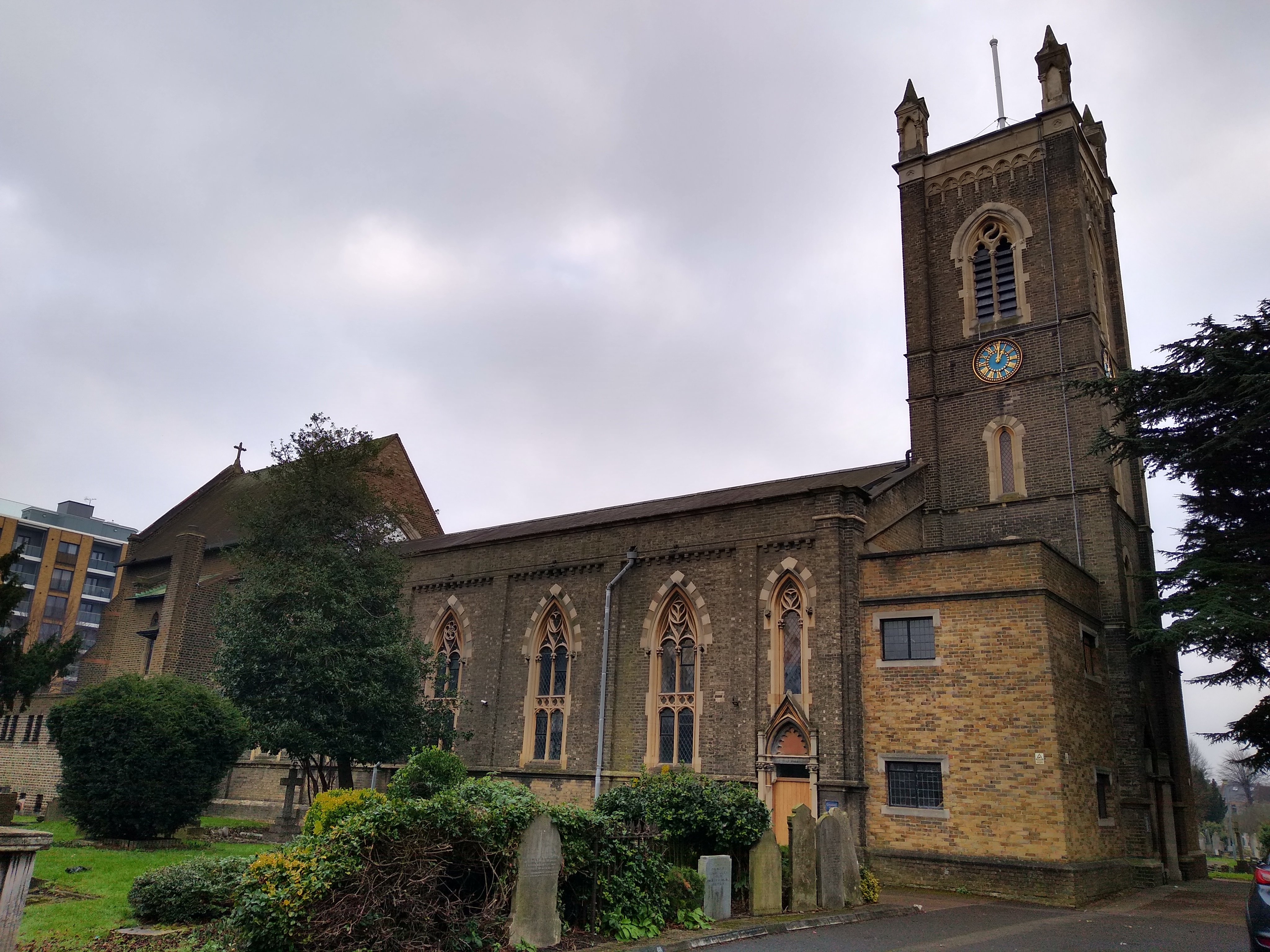
Chiesa anglicana di Santa Maria a Ilford

La chiesa di Santa Maria (in inglese St Mary's Church) è una chiesa anglicana situata a Ilford.
La parrocchia ecclesiastica di Great Ilford fu creata nel 1830, separandosi da quella di Santa Margherita di Barking. La chiesa fu completata l'anno successivo, grazie al sostegno del deputato Robert Westley Hall-Dare. La prima pietra fu posata da sua figlia Mary Hall-Dare, e l'inaugurazione avvenne il 9 giugno 1831 per mano del Vescovo di Londra, Charles James Blomfield.
Nel corso degli anni furono aggiunti una torre campanaria (1866), un presbiterio, una cappella della Madonna e le sagrestie (1920).
Nel 1896 fu costruita la chiesa di San Clemente come rettoria per alleggerire Santa Maria, ma nel 1902 divenne la nuova chiesa principale della parrocchia. Nel 1977, San Clemente è stata chiusa e demolita e Santa Maria è tornata a essere la chiesa parrocchiale.

### Architetture civili
Biblioteca e Museo di Redbridge

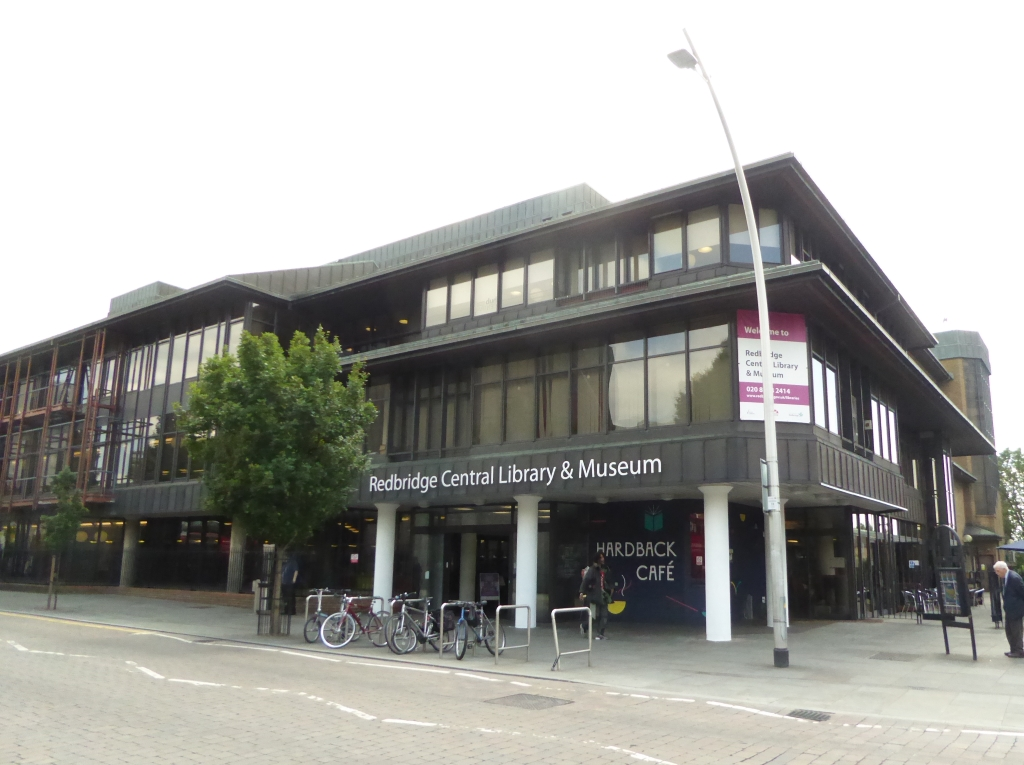
Redbridge Museum & Heritage Centre

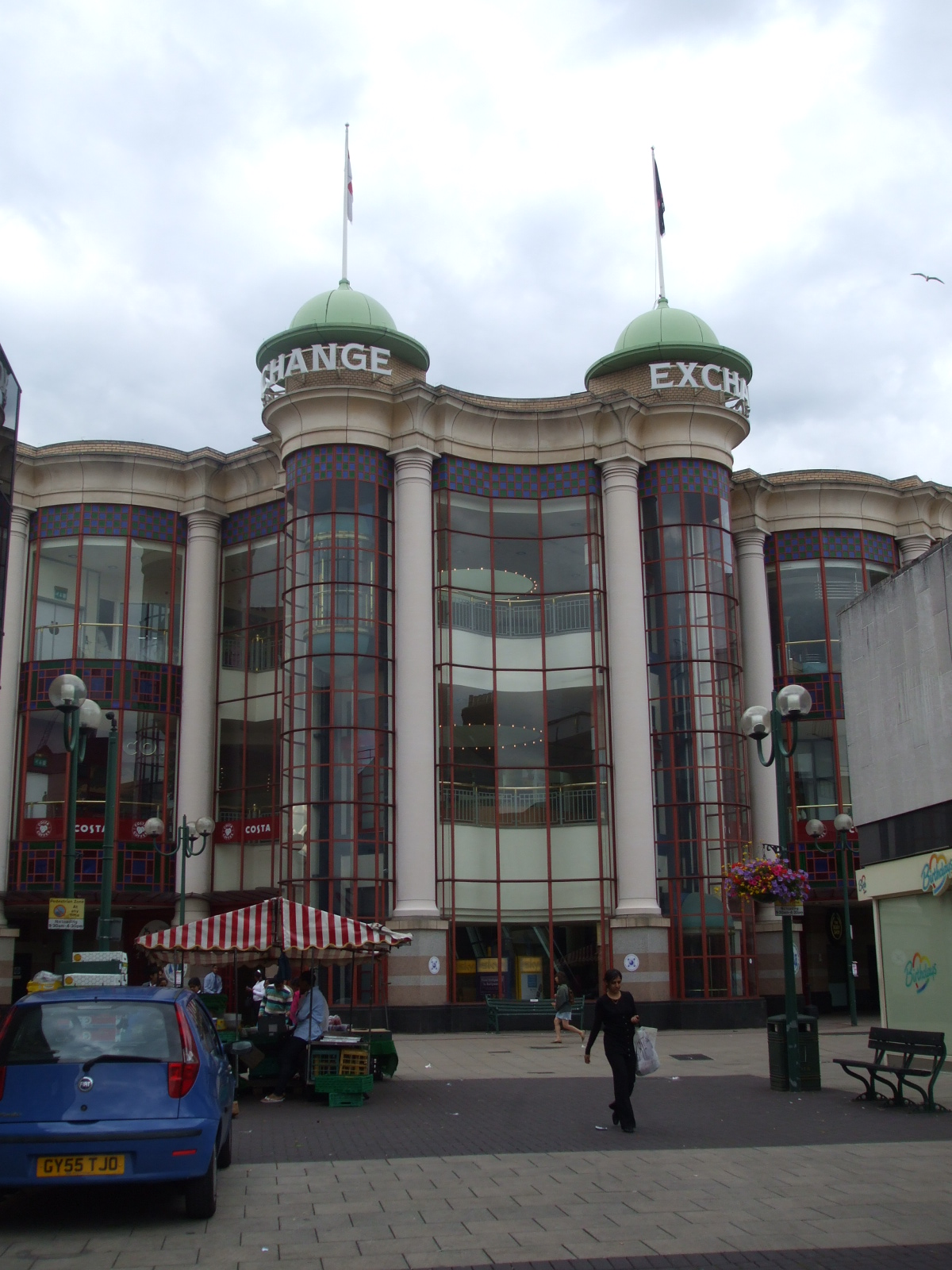
L'ingresso della galleria commerciale lungo la High Road.

Il Museo e Archivio Storico di Redbridge (in inglese Redbridge Museum & Heritage Centre), ospitato al secondo piano della Biblioteca centrale di Redbridge a Ilford, è il museo e centro di documentazione storica del borgo londinese di Redbridge. Inaugurato nel 2000, racconta oltre 200 000 anni di storia locale attraverso luoghi, persone ed eventi significativi. L'archivio storico offre gratuitamente risorse e materiali per la ricerca storica e genealogica, custodendo la più ampia collezione di documenti e reperti su Ilford, Wanstead, Woodford e il resto del territorio di Redbridge.
Exchange Ilford
L'Exchange Ilford è la principale galleria commerciale del centro di Ilford. Inaugurata nel 1991, la galleria si sviluppa su tre piani e dispone di due ingressi principali: uno sulla via principale del quartiere e l'altro su Cranbrook Road, di fronte alla stazione ferroviaria. In passato appartenente al gruppo The Mall Fund, da cui ha anche ereditato il precedente nome commerciale, il centro è stato successivamente ridenominato Exchange Ilford a seguito di un cambio di proprietà.

### Parchi e luoghi verdi
Valentines Park

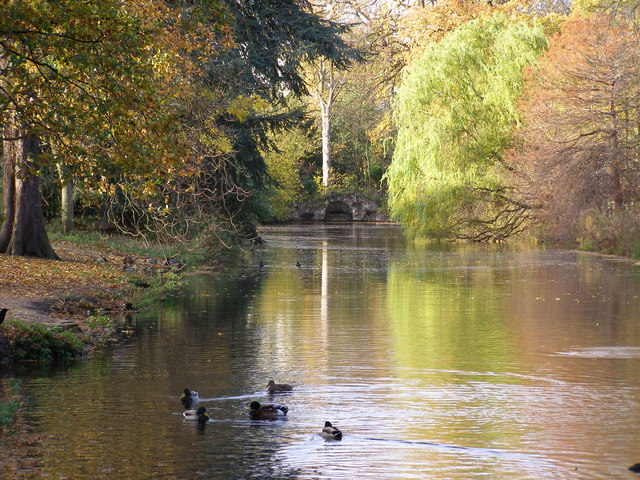
Laghetto nel Valentines Park.

A nord del centro di Ilford, al confine con Gants Hill, si trova il Valentines Park è, con un'estensione di 51 ettari, il più ampio spazio verde del borgo di Redbridge.
Questo parco è stato acquisito tramite numerosi passaggi di proprietà a seguito di vendite o regali, specialmente tra il 1898 e gli anni venti. Prima di allora, fino a risalire molto prima del 1696, anno di costruzione della residenza Valentines Mansion l'area è stata una proprietà privata.
Nel 1899, il Cranbrook Estate, a est del parco, è stato venduto per essere edificato.
Il borgo municipale di Ilford aveva, un anno prima, acquisito una sezione del parco e aveva l'intenzione di espandere la dimensione di questa sezione in modo che più terreno diventasse proprietà pubblica: i consiglieri locali avevano, infatti, resisi conto che per la popolazione in crescita era necessario mantenere un luogo di "relax e piacere", come il Valentines Park; l'altra motivazione addotta dal borgo municipale era che questo parco, a seguito dello sviluppo edilizio, sarebbe rimasto l'ultima zona con tracce della Ilford rurale dell'epoca pre-industriale.

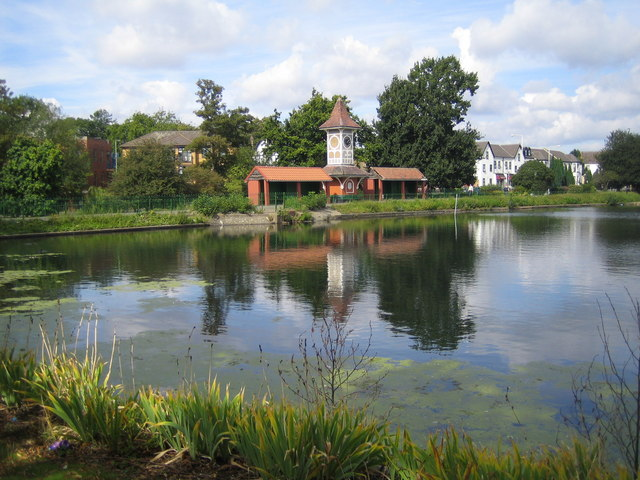
Torre dell'orologio del Valentines Park.

La squadra di cricket locale ha giocato per la prima volta nel Valentines Park nel 1922 e, un anno dopo, viene terminata la costruzione del padiglione di cricket. Questo padiglione aveva una capacità di 6 000 persone.
L'inadeguato mantenimento, dovuto ai costi eccessivi, ha tuttavia causato l'abbandono e la chiusura di questa struttura nel 2001.
Il Valentines Park è stato sottoposto a estensivi progetti di rinnovamento, tra il 2007 e il 2008, finanziati dal Heritage Lottery Fund e dal borgo londinese di Redbridge.

## Società
Una vasta popolazione risiedente a Ilford appartiene a una minoranza etnica: è da notare, per esempio, che nella zona più settentrionale del quartiere vive la quarta più grande popolazione di ebrei dell'Inghilterra.
Come accade spesso, gli immigrati hanno portato le loro tradizioni, culture e lingue: a Ilford, 30 000 abitanti sono praticanti dell'induismo, dell'islam o del sikhismo; il tamil, il gujarati, l'hindi, il punjabi e l'urdu, sono parlati dagli immigrati provenienti dal Asia meridionale.

## Economia

### Industria
Con l'arrivo della ferrovia nel XVIII secolo, le industrie più vecchie hanno ceduto il passo a nuove grandi industrie, come la produzione di carta e i servizi, quali lavanderie a vapore e fabbricazione di collari, per provvedere alle necessità della nuova classe di pendolari creata dalla ferrovia. Un certo numero di importanti aziende sono state fondate nella città, tra cui l'omonima azienda produttrice di pellicole fotografiche e prodotti chimici, Ilford Photo. Questa è stata fondata, nel 1879, da Alfred H. Harman, un fotografo di Peckham che ha fondato l'attività in un edificio lungo Cranbrook Road, creando lastre a gelatina-bromuro. Crescendo, l'azienda ha dovuto presto abbandonare questi locali e si è trasferita nella nuova sede di Roden Street fino al 1976, anno in cui la fabbrica è stata chiusa.
Anche la Plessey, industria difensiva, elettronica e delle telecomunicazioni, ha operato dal 1919 al 1989, anno della chiusura, in Vicarage Road a Ilford.

### Turismo
A causa della sua vicinanza al Parco Olimpico di Stratford, nel 2011 Ilford è stata proclamata come la destinazione turistica con la più veloce crescita.

## Infrastrutture e trasporti

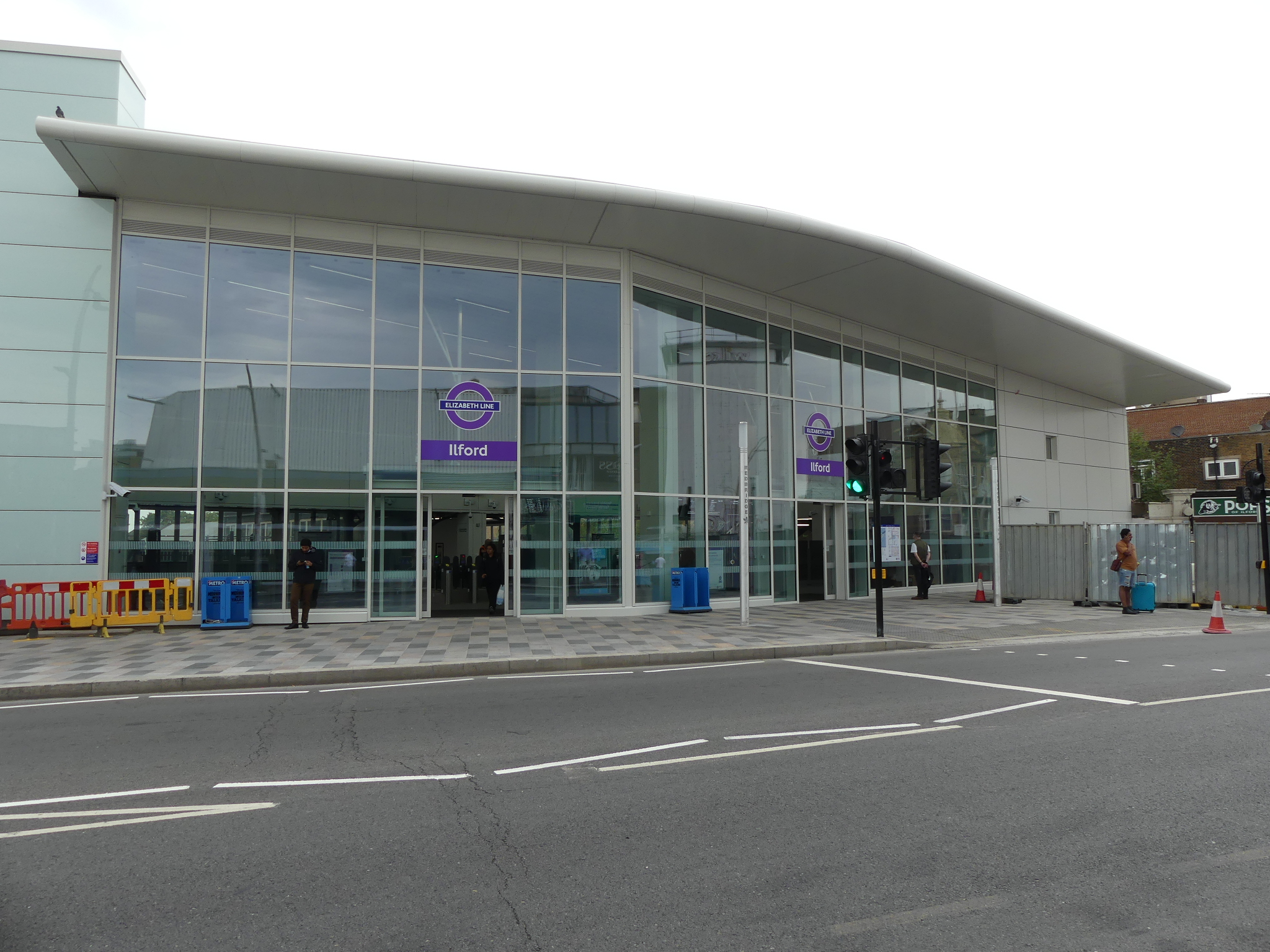
Stazione di Ilford

- Elizabeth Line: stazione di Ilford

Il quartiere di Ilford è lambito a ovest dalla North Circular Road ed è attraversato dal percorso dell'antica strada che da Londra portava a Colchester.
Il quartiere è servito dalla stazione di Ilford, che si trova lungo la ferrovia Londra-Norwich ed è servita dai servizi della Elizabeth Line. Ilford non è servito da alcuna linea della metropolitana ma nord del quartiere si trova la stazione di Gants Hill, che è una fermata della linea Central.
Molte linee di autobus, gestite da vari operatori per conto di London Buses, collegano Ilford con i quartieri limitrofi e con il centro di Londra.
Tra queste vi è la linea SL2, che fa parte della rete Superloop, un sistema di autobus espressi che collega i principali centri urbani, stazioni ferroviarie e nodi di trasporto dell'Outer London. Vi è inoltre la linea EL1, che rientra in un progetto di linee autobus a trasporto rapido, denominato East London Transit. Avviato nel 2010 per rispondere alla crescente domanda di trasporto pubblico nella zona nord-est della capitale britannica, il progetto East London Transit prevede, in un'ottica futura, la realizzazione di una linea tranviaria.